# Michelangelo Serafini
Michelangelo Serafini (Cingoli, 30 de outubro de 1908 — Aracaju, 9 de janeiro de 2013), conhecido por Frei Miguel Ângelo Serafini, foi um padre Capuchinho que praticou a evangelização em Aracaju e foi declarado Servo de Deus.

## Vida
Michelangelo Serafini nasceu em Cingoli no dia 30 de outubro de 1908. Entrou no Seminário dos Frades Menores Capuchinhos da Província das Marcas de Ancona em 4 de outubro de 1926 e ordenou-se em 29 de julho de 1934, quando recebeu o nome de Frei Miguelângelo de Cíngoli. Veio para o Brasil em 1935, inicialmente para a Bahia, onde lecionou para seminaristas e noviços e exerceu atividades missionárias em Entre Rios, Rio Real, Jandaíra e Redondezas. Chegou a Aracaju em 1963 e exerceu sua atividade pastoral e missionária, tendo sido vigário de Maruim, Santo Amaro, Rosário do Catete e General Maynard, mas foi especificamente em Aracaju onde ficou conhecido pelas suas atividades missionárias. Dos 77 anos que viveu no Brasil, ele passou quase 50 em Aracaju, onde construiu o santuário do apóstolo São Judas Tadeu, tendo fundado a Igreja dos Capuchinhos, no Bairro América, tendo sido muito venerado em todo o Brasil. andarilho, visitando os fiéis sempre a pé, respondendo sempre aos que lhe ofereciam carona:
"Vai, vai, eu não tenho pressa. Obrigado."
 De si, dizia sempre: 
"Não sou uma grande inteligência e devo esforçar-me muito para aprender alguma coisa”— 
Morreu aos 104 anos de idade, lúcido.

## Beatificação
Frei Miguel Ângelo Serafini era tido como santo por todos que o conheciam, com grandes contribuições à humanidade.

"O Frei Miguel se imergiu no povo e do povo foi instruído, foi pai de todos e filho de cada um, acreditou com a sua gente e a fez crescer, levou Deus e foi levado como um santo. Fez de tudo: ensinamento, catecismo, pregação nos povoados, cura dos doentes, escuta do povo, construção de igrejas, escavação de pântanos para coletar água da chuva, abertura de novas estradas."— 
"Ele fez uma verdadeira revolução no Bairro América com seus trabalhos humanitários. Um verdadeiro símbolo religioso"— Lucineide Gomes dos Santos, estudante universitária
"Sou gaúcho, mas conheci o Frei há 30 anos quando me casei nesta igreja de Aracaju. Sempre que posso venho aqui e sou muito bem recebido por ele. Apesar da idade Frei Miguel ainda está lúcido e tem energia. Esperamos que ele seja beatificado pelo Vaticano."— Paulo Ademar, militar
"Padre Miguel é uma figura representativa da Igreja Católica em Sergipe. Sempre atuou no trabalho apostólico aqui no bairro, além de já ter liderado missas em várias outras partes do estado".— Frei Florêncio, capuchinho
De acordo com a Normativa da Igreja Católica, o processo de canonização deve ser aberto na diocese onde ele passou a maior parte de sua vida e onde morreu.
Em 12 de junho de 2013, Dom José Palmeira Lessa aprovou a oração que pede a beatificação de Frei Miguel.
Em 1 de novembro de 2018, na Solenidade de Todos os Santos, o processo de Beatificação foi iniciado há seis anos, por decreto do então arcebispo metropolitano de Aracaju, dom João José Costa, que constituíu uma comissão formada por cinco pessoas – religiosos, professores e cientistas - para estudar a vida e trajetória de Frei Miguel.